# Sangamon County
Das Sangamon County ist ein County im US-amerikanischen Bundesstaat Illinois. Im Jahr 2010 hatte das County 197.465 Einwohner und eine Bevölkerungsdichte von 87,8 Einwohnern pro Quadratkilometer. Der Verwaltungssitz (County Seat) ist Springfield, das auch gleichzeitig die Hauptstadt von Illinois ist.

## Geografie
Das County liegt etwas westlich des geografischen Zentrums von Illinois. Es hat eine Fläche von 2271 Quadratkilometern, wovon 23 Quadratkilometer Wasserfläche sind. Durchflossen wird das County vom Sangamon River, einem linken Nebenfluss des in den Mississippi mündenden Illinois River. An das Sangamon County grenzen folgende Nachbarcountys:
| Cass County     | Menard County     | Logan County     |
| Morgan County   |                   | Macon County     |
| Macoupin County | Montgomery County | Christian County |

## Geschichte
Das Sangamon County wurde am 30. Januar 1821 aus den südlichen Teilen des Bond sowie des Madison County gebildet und hatte nahezu die doppelte Größe wie heute. Noch im gleichen Jahr wurde das erste Gerichtsgebäude, ein Blockhaus, erbaut und kostete inklusive eines separaten Richterzimmers und sonstiger Einrichtung rund 78 Dollar. 1837 wurde Springfield zur Hauptstadt von Illinois ernannt.

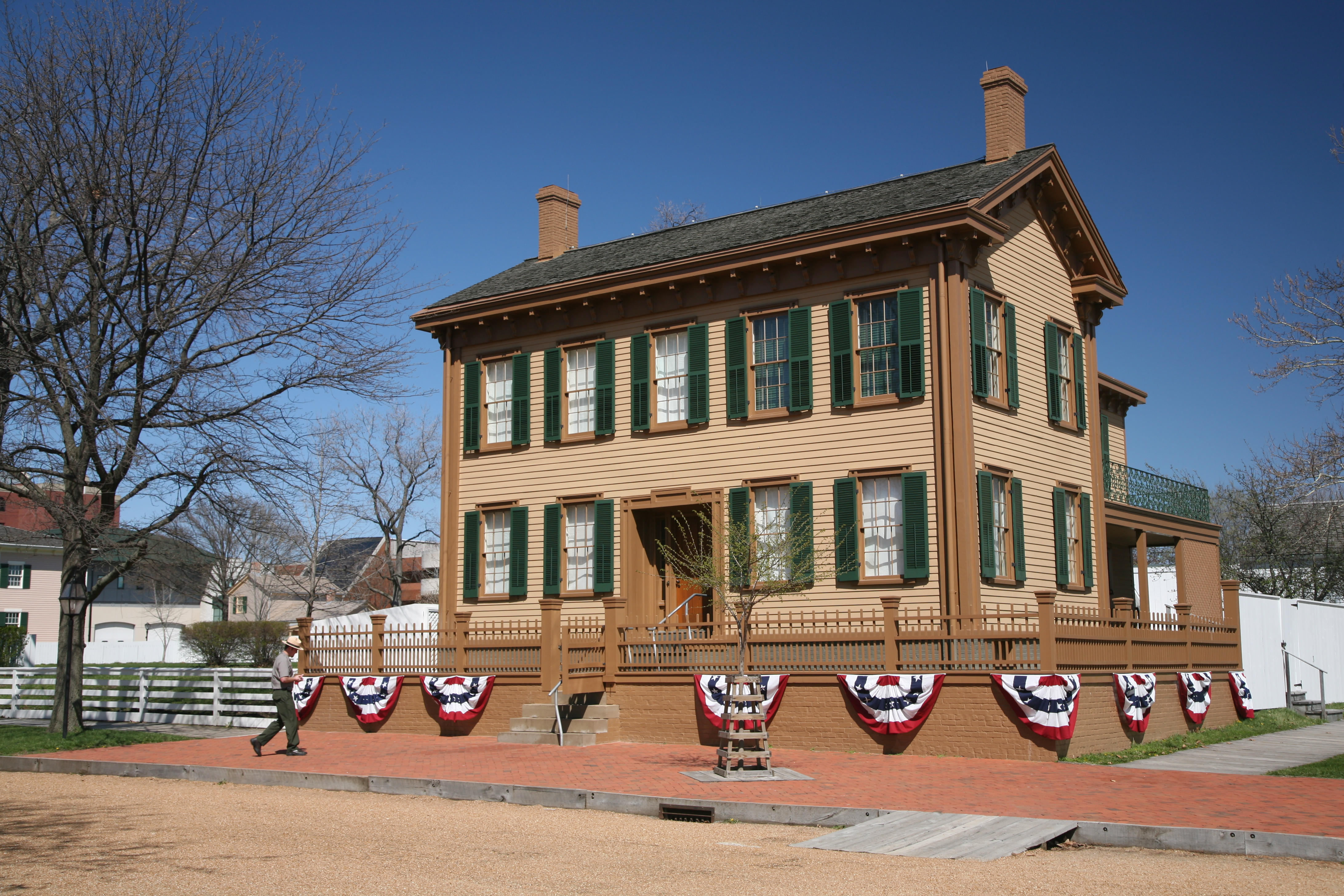
Lincoln Home National Historic Site (2009)

In Sangamon liegt eine Stätte von herausragender nationaler Bedeutung, die Lincoln Home National Historic Site. Fünf Orte im County haben den Status einer National Historic Landmark. 63 Bauwerke und Stätten des Countys sind im National Register of Historic Places (NRHP) eingetragen (Stand 17. August 2018).

### Territoriale Entwicklung

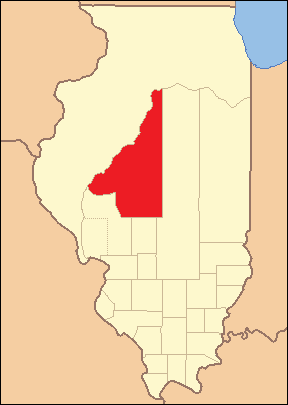
Das Sangamon County von seiner Gründung im Jahr 1821 bis 1823
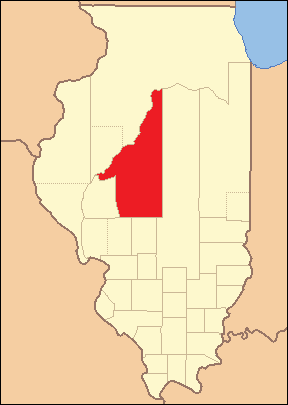
1823 bis 1825
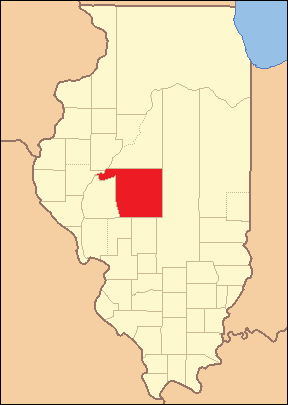
1825 bis 1839
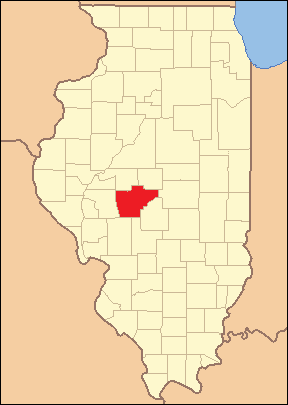
1839 bis heute

## Demografische Daten
Nach der Volkszählung im Jahr 2010 lebten im Sangamon County 197.465 Menschen in 82.422 Haushalten. Die Bevölkerungsdichte betrug 87,8 Einwohner pro Quadratkilometer. In den 82.422 Haushalten lebten statistisch je 2,34 Personen.
Ethnisch betrachtet setzte sich die Bevölkerung zusammen aus 83,9 Prozent Weißen, 12,0 Prozent Afroamerikanern, 0,2 Prozent amerikanischen Ureinwohnern, 1,7 Prozent Asiaten sowie aus anderen ethnischen Gruppen; 2,1 Prozent stammten von zwei oder mehr Ethnien ab. Unabhängig von der ethnischen Zugehörigkeit waren 1,9 Prozent der Bevölkerung spanischer oder lateinamerikanischer Abstammung.
23,5 Prozent der Bevölkerung waren unter 18 Jahre alt, 62,5 Prozent waren zwischen 18 und 64 und 14,0 Prozent waren 65 Jahre oder älter. 52,0 Prozent der Bevölkerung war weiblich.

Das jährliche Durchschnittseinkommen eines Haushalts lag bei 53.508 USD. Das Pro-Kopf-Einkommen betrug 29.167 USD. 13,4 Prozent der Einwohner lebten unterhalb der Armutsgrenze.

## Ortschaften im Sangamon County
Citys
- Auburn
- Leland Grove
- Springfield
- Virden1

Villages
| - Berlin - Buffalo - Cantrall - Chatham - Clear Lake - Curran | - Dawson - Divernon - Grandview - Illiopolis - Jerome - Loami | - Mechanicsburg - New Berlin - Pawnee - Pleasant Plains - Riverton - Rochester | - Sherman - Southern View - Spaulding - Thayer - Williamsville |

Unincorporated Communities
| - Andrew - Archer - Barclay - Barr - Bates - Bissell | - Bradfordton - Breckenridge - Buckhart - Buffalo Hart - Cimic - Devereux Heights | - Farmingdale - Glenarm - Island Grove - Lowder - New City - Old Berlin | - Riddle Hill - Salisbury - Toronto - Zenobia2 |

1 – überwiegend im Macoupin County

2 – teilweise im Christian und im Montgomery County

## Gliederung
Das Sangamon County ist in 26 Townships eingeteilt:
| Township              | Einwohner (2010) | FIPS     |
| --------------------- | ---------------- | -------- |
| Auburn Township       | 6.333            | 17-02928 |
| Ball Township         | 6.701            | 17-03506 |
| Buffalo Hart Township | 173              | 17-09486 |
| Capital Township      | 115.756          | 17-11046 |
| Cartwright Township   | 1.482            | 17-11579 |
| Chatham Township      | 6.978            | 17-12697 |
| Clear Lake Township   | 8.527            | 17-14858 |
| Cooper Township       | 893              | 17-16223 |
| Cotton Hill Township  | 902              | 17-16574 |
| Curran Township       | 1.586            | 17-18160 |
| Divernon Township     | 1.510            | 17-20058 |
| Fancy Creek Township  | 5.410            | 17-25323 |
| Gardner Township      | 4.245            | 17-28651 |

| Township               | Einwohner (2010) | FIPS     |
| ---------------------- | ---------------- | -------- |
| Illiopolis Township    | 1.314            | 17-37140 |
| Island Grove Township  | 621              | 17-37881 |
| Lanesville Township    | 208              | 17-41976 |
| Loami Township         | 1.070            | 17-44186 |
| Maxwell Township       | 193              | 17-47618 |
| Mechanicsburg Township | 2.293            | 17-48034 |
| New Berlin Township    | 1.524            | 17-52181 |
| Pawnee Township        | 3.058            | 17-58187 |
| Rochester Township     | 5.361            | 17-64772 |
| Springfield Township   | 6.245            | 17-72013 |
| Talkington Township    | 189              | 17-74340 |
| Williams Township      | 3.446            | 17-81776 |
| Woodside Township      | 11.447           | 17-83310 |

|  |